# Saudi-arabische Nationalgarde
Die saudi-arabische Nationalgarde (arabisch الحرس الوطني, DMG al-Ḥaras al-Waṭanī oder SANG – Saudi Arabian National Guard), auch „Weiße Armee“ (White Army) genannt, ist eine der Teilstreitkräfte des Königreichs Saudi-Arabien. Der Ursprung der Nationalgarde lässt sich auf die radikalen Ichwān-Kämpfer zurückführen, die zur Festigung der Macht von König Abd al-Aziz auf der Arabischen Halbinsel beitrugen. Die Stärke der Nationalgarde betrug 2020 ca. 100.000 Mann.
Zu den Aufgabenbereichen der Nationalgarde zählen der Schutz der königlichen Familie, der Schutz der heiligen Stätten (Mekka und Medina) sowie militärische Einsätze im Inneren, wobei sie die Polizei unterstützt, z. B. bei der Durchsetzung des in Saudi-Arabien geltenden Versammlungsverbots. Die saudische Regierung setzt die Nationalgarde ein, um innere Unruhen zu unterdrücken und Staatsstreiche zu verhindern, auch über die eigenen Landesgrenzen hinaus.

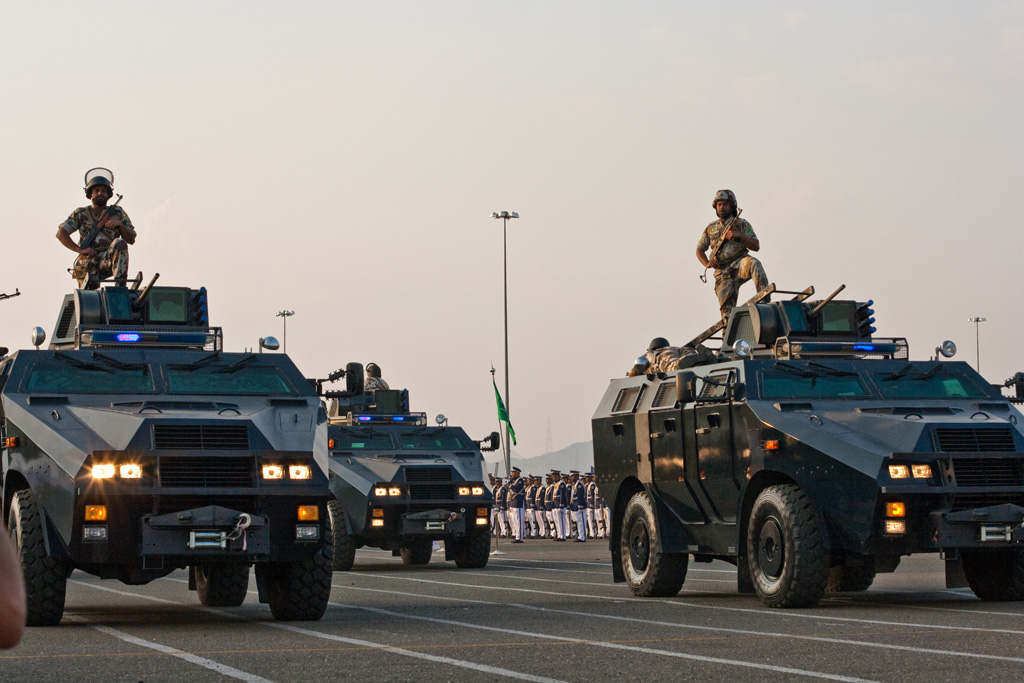
Fahrzeuge der Nationalgarde bei einer Parade

Dank umfangreicher Unterstützung durch die Vereinigten Staaten und dem Vereinigten Königreich hat sie sich zu einer gut ausgestatteten und mobilen Einheit entwickelt. Die saudischen Offiziellen haben ihre Aufgaben weit über die einer typischen Reservistengruppe hinaus ausgedehnt und die Nationalgarde eingesetzt, um die Ordnung im In- und Ausland aufrechtzuerhalten, wie ihre interventionistische Rolle bei der Eindämmung der bahrainischen Demokratiebewegung im Jahr 2011 gezeigt hat.
Am 27. Mai 2013 wurde die Nationalgarde im Rahmen einer Reorganisation in ein Ministerium umgewandelt, gleichzeitig wurde Prinz Mutaib bin Abdullah zu ihrem Minister ernannt. Dieses Amt übte er bis zum 4. November 2017 aus, als er wegen Korruptionsverdachtes – unter anderem wegen des Verdachts der Veruntreuung von Staatsgeldern – verhaftet wurde. Derzeitiger Minister ist Prinz Abdullah bin Bandar. Stellvertretender Minister ist Prinz Dr. Abdulaziz bin Mohammed bin Abdulaziz bin Ayyaf Al Muqrin, ein Mitglied der Familie Al Muqrin von der die saudische Herrscherfamilie ein Zweig ist.
Die Nationalgarde verfügt über eine aus verschiedenen Ländern stammende Bewaffnung. Militärhubschrauber verschiedener Typen (Kampfhubschrauber u. a.) stammen aus den USA (auf dem Logo der Nationalgarde abgebildet sind augenscheinlich ein Schweizer Mowag Piranha, dazu ein Kalaschnikow-Sturmgewehr gekreuzt mit einem Scimitar (Säbel), und im Mittelpunkt des Logos befindet sich das Wappen Saudi-Arabiens), andere Waffen auch aus Deutschland.
Regionale Hauptquartiere der saudischen Nationalgarde liegen in Riad, Dschidda und in der Ostprovinz in der Stadt Dammam.

## Korruption
Dem Whistleblower Ian Foxley zufolge versorgte das Unternehmen GPT in Riad, eine Tochter des europäischen Luft-, Raumfahrts- und Rüstungskonzerns Airbus, die königlich-saudische Nationalgarde mit moderner Kommunikationstechnik. 16 Prozent der Auftragssumme wurden für Bestechungsgelder aufgewendet.

## Ausrüstung
Die saudisch-arabische Nationalgarde verfügt über folgende Fahrzeuge, Waffensysteme und Luftfahrzeuge:

### Fahrzeuge

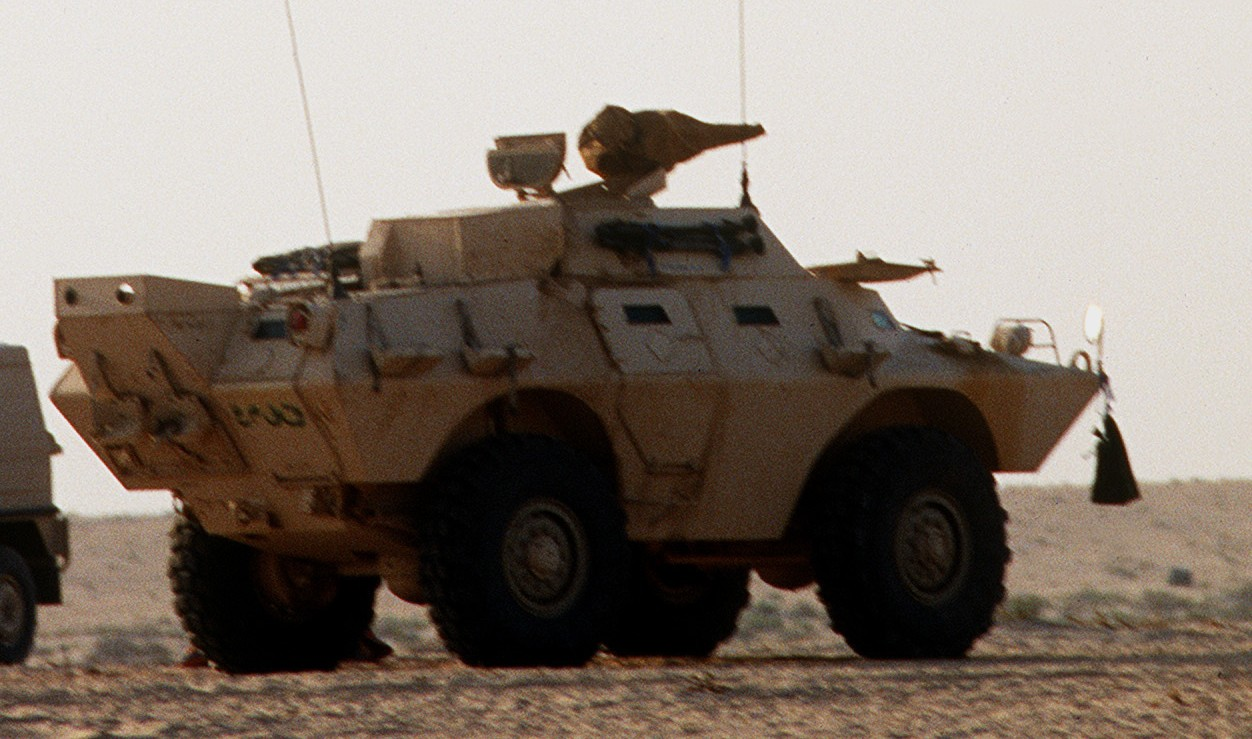
Saudischer V-150 Commando

| Typ    | Herkunft           | Funktion                                                   | Version                                               | Anzahl                           |
| ------ | ------------------ | ---------------------------------------------------------- | ----------------------------------------------------- | -------------------------------- |
| LAV    | Kanada             | Radpanzer Mannschaftstransporter Pionierpanzer Bergepanzer | LAV 6.0 LAV-AG LAV-A LAV-AC LAV-CP LAV-PC LAV-E LAV-R | ca. 431 204 116 30 296 72 58 111 |
| LAV-25 | Kanada             | Radpanzer                                                  |                                                       | ca. 635                          |
| Aravis | Frankreich         | Geschütztes Fahrzeug                                       |                                                       | 264                              |
| Arive  | Frankreich         | Geschütztes Fahrzeug                                       |                                                       |                                  |
| M706   | Vereinigte Staaten | Bergepanzer                                                | V-150 ARV                                             |                                  |
| MV-10  | Kroatien           | Minenräumpanzer                                            |                                                       |                                  |

### Artillerie
| Typ    | Herkunft           | Kaliber | Funktion         | Version | Anzahl  |
| ------ | ------------------ | ------- | ---------------- | ------- | ------- |
| CAESAR | Frankreich         | 155 mm  | Panzerartillerie |         | ca. 136 |
| M102   | Vereinigte Staaten | 105 mm  | Haubitze         |         | 50      |
| M198   | Vereinigte Staaten | 155 mm  | Haubitze         |         |         |
| LAV    | Kanada             | 120 mm  | Panzermörser     | LAV-M   | 119     |

### Panzer- und Flugabwehrwaffen
| Typ         | Herkunft           | Funktion                | Version | Anzahl |
| ----------- | ------------------ | ----------------------- | ------- | ------ |
| LAV         | Kanada             | Panzerabwehrfahrzeug    | LAV-AT  | 182    |
| BGM-71 TOW  | Vereinigte Staaten | Panzerabwehrlenkwaffe   | TOW-2A  |        |
| M47 Dragon  | Vereinigte Staaten | Panzerabwehrlenkwaffe   |         |        |
| M40         | Vereinigte Staaten | Rückstoßfreies Geschütz | A1      |        |
| MICA        | Frankreich         | Flugabwehrsystem        | VL MICA | 5      |
| MPCV        | Frankreich         | Flugabwehrsystem        |         | 68     |
| M163 Vulcan | Vereinigte Staaten | Flugabwehrkanone        | M167    | 30     |

### Luftfahrzeuge

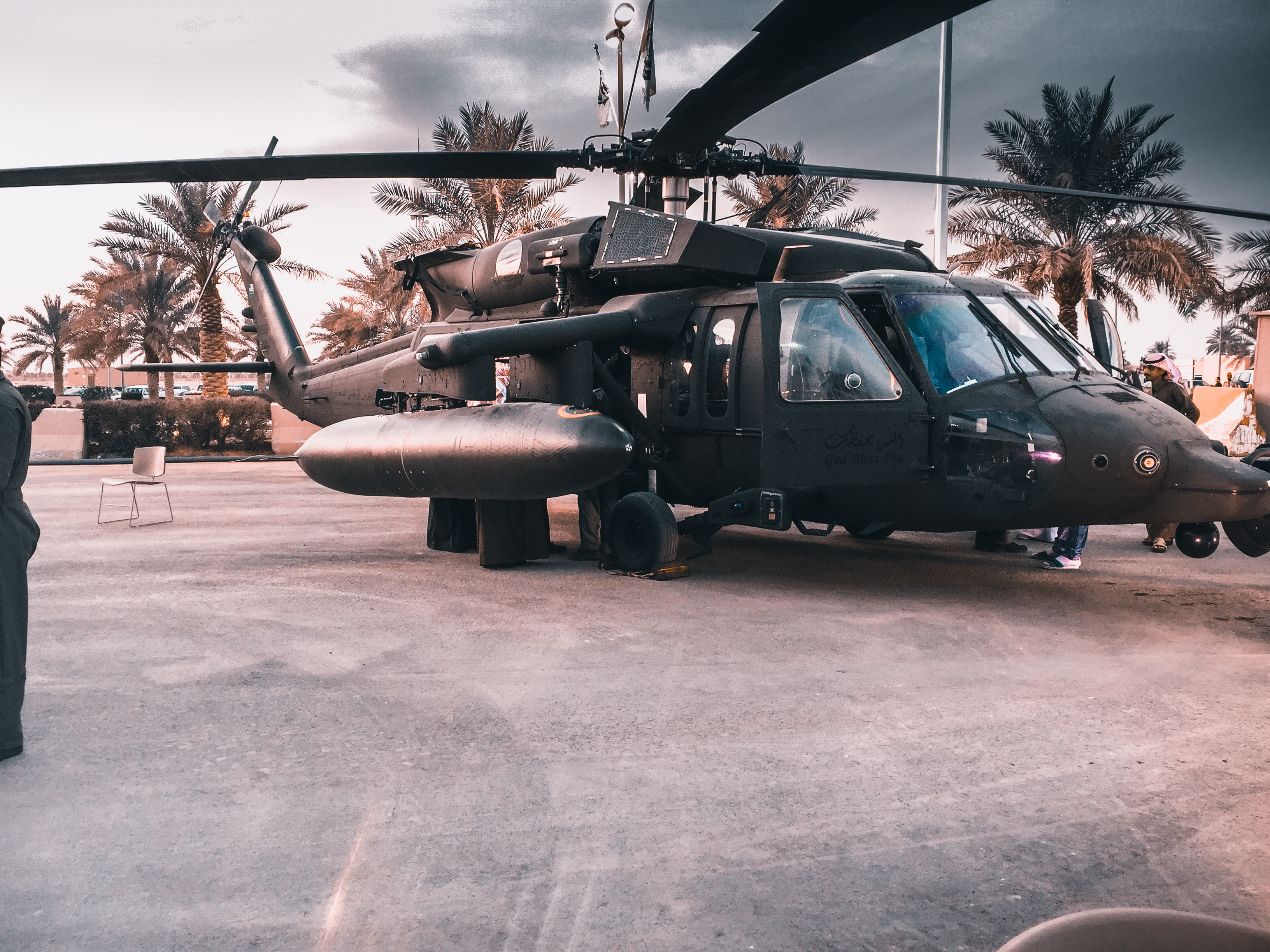
UH-60 der Nationalgarde

| Typ            | Herkunft           | Funktion              | Version           | Anzahl | Bestellt | Anmerkungen                                      |
| -------------- | ------------------ | --------------------- | ----------------- | ------ | -------- | ------------------------------------------------ |
| Boeing AH-6    | Vereinigte Staaten | Kampfhubschrauber     | AH-6i MD500       | 35     |          | Weitere 12 Maschinen geplant                     |
| Boeing AH-64   | Vereinigte Staaten | Kampfhubschrauber     | AH-64E            | 12     |          | Weitere 24 Exemplare geplant                     |
| NH90           | Europäische Union  | Transporthubschrauber | TTH               |        |          | Die Anschaffung von 12 Hubschraubern ist geplant |
| Sikorsky UH-60 | Vereinigte Staaten | Transporthubschrauber | S-70 HH-60 UH-60M | 24     | 148      |                                                  |